# Wilmer Godoy
Wilmer Godoy (n. Lago Agrio, Ecuador; 5 de noviembre de 1993) es un futbolista ecuatoriano. Juega de centrocampista y su equipo actual es Leones Fútbol Club de la Serie B de Ecuador.

## Vida personal
Es hermano del también futbolista Jesi Godoy.

## Estadísticas

### Clubes
Actualizado al último partido disputado el 27 de junio de 2025.
| Club                           | Div.          | Temporada     | Liga  | Liga  | Copas nacionales | Copas nacionales | Copas internacionales | Copas internacionales | Total | Total |
| Club                           | Div.          | Temporada     | Part. | Goles | Part.            | Goles            | Part.                 | Goles                 | Part. | Goles |
| ------------------------------ | ------------- | ------------- | ----- | ----- | ---------------- | ---------------- | --------------------- | --------------------- | ----- | ----- |
| América de Quito · Ecuador     | 3.ª           | 2011          | 12    | 0     | —                | —                | —                     | —                     | 12    | 0     |
| América de Quito · Ecuador     | 3.ª           | 2012          | 5     | 0     | —                | —                | —                     | —                     | 5     | 0     |
| América de Quito · Ecuador     | Total club    | Total club    | 17    | 0     | 0                | 0                | 0                     | 0                     | 17    | 0     |
| Universidad Católica · Ecuador | 2.ª           | 2012          | 21    | 1     | —                | —                | —                     | —                     | 21    | 1     |
| Universidad Católica · Ecuador | 1.ª           | 2013          | 9     | 0     | —                | —                | —                     | —                     | 9     | 0     |
| Universidad Católica · Ecuador | 1.ª           | 2014          | 8     | 0     | —                | —                | 0                     | 0                     | 8     | 0     |
| Universidad Católica · Ecuador | 1.ª           | 2015          | 1     | 0     | —                | —                | —                     | —                     | 1     | 0     |
| Liga de Portoviejo · Ecuador   | 2.ª           | 2015          | 19    | 2     | —                | —                | —                     | —                     | 19    | 2     |
| Liga de Portoviejo · Ecuador   | 2.ª           | 2016          | 23    | 2     | —                | —                | —                     | —                     | 23    | 2     |
| Liga de Portoviejo · Ecuador   | Total club    | Total club    | 42    | 4     | 0                | 0                | 0                     | 0                     | 42    | 4     |
| Universidad Católica · Ecuador | 1.ª           | 2016          | 14    | 1     | —                | —                | —                     | —                     | 14    | 1     |
| Universidad Católica · Ecuador | 1.ª           | 2017          | 33    | 6     | —                | —                | 4                     | 0                     | 37    | 6     |
| Universidad Católica · Ecuador | 1.ª           | 2018          | 17    | 2     | —                | —                | —                     | —                     | 17    | 2     |
| Universidad Católica · Ecuador | Total club    | Total club    | 103   | 10    | 0                | 0                | 4                     | 0                     | 107   | 10    |
| Emelec · Ecuador               | 1.ª           | 2019          | 24    | 3     | 4                | 0                | 7                     | 1                     | 35    | 4     |
| Emelec · Ecuador               | 1.ª           | 2020          | 13    | 0     | —                | —                | 1                     | 0                     | 14    | 0     |
| Emelec · Ecuador               | Total club    | Total club    | 37    | 3     | 4                | 0                | 8                     | 1                     | 49    | 4     |
| Orense · Ecuador               | 1.ª           | 2021          | 26    | 1     | —                | —                | —                     | —                     | 26    | 1     |
| Orense · Ecuador               | 1.ª           | 2022          | 22    | 0     | 2                | 0                | —                     | —                     | 24    | 0     |
| Orense · Ecuador               | Total club    | Total club    | 48    | 1     | 2                | 0                | 0                     | 0                     | 50    | 1     |
| Atlético Vinotinto · Ecuador   | 3.ª           | 2023          | 0     | 0     | —                | —                | —                     | —                     | 0     | 0     |
| Atlético Vinotinto · Ecuador   | Total club    | Total club    | 0     | 0     | 0                | 0                | 0                     | 0                     | 0     | 0     |
| Naranja Mekánica · Ecuador     | 3.ª           | 2024          | 0     | 0     | —                | —                | —                     | —                     | 0     | 0     |
| Naranja Mekánica · Ecuador     | Total club    | Total club    | 0     | 0     | 0                | 0                | 0                     | 0                     | 0     | 0     |
| Gualaceo · Ecuador             | 2.ª           | 2025          | 15    | 3     | 1                | 0                | —                     | —                     | 16    | 3     |
| Gualaceo · Ecuador             | Total club    | Total club    | 15    | 3     | 1                | 0                | 0                     | 0                     | 16    | 3     |
| Leones F. C. · Ecuador         | 2.ª           | 2025          | 0     | 0     | —                | —                | —                     | —                     | 0     | 0     |
| Leones F. C. · Ecuador         | Total club    | Total club    | 0     | 0     | 0                | 0                | 0                     | 0                     | 0     | 0     |
| Total carrera                  | Total carrera | Total carrera | 262   | 21    | 7                | 0                | 12                    | 1                     | 281   | 22    |
| 1. 2.                          |               |               |       |       |                  |                  |                       |                       |       |       |

## Palmarés

### Campeonatos nacionales
| Título             | Club                 | Año  |
| ------------------ | -------------------- | ---- |
| Serie B de Ecuador | Universidad Católica | 2012 |